# Palais Thinnfeld

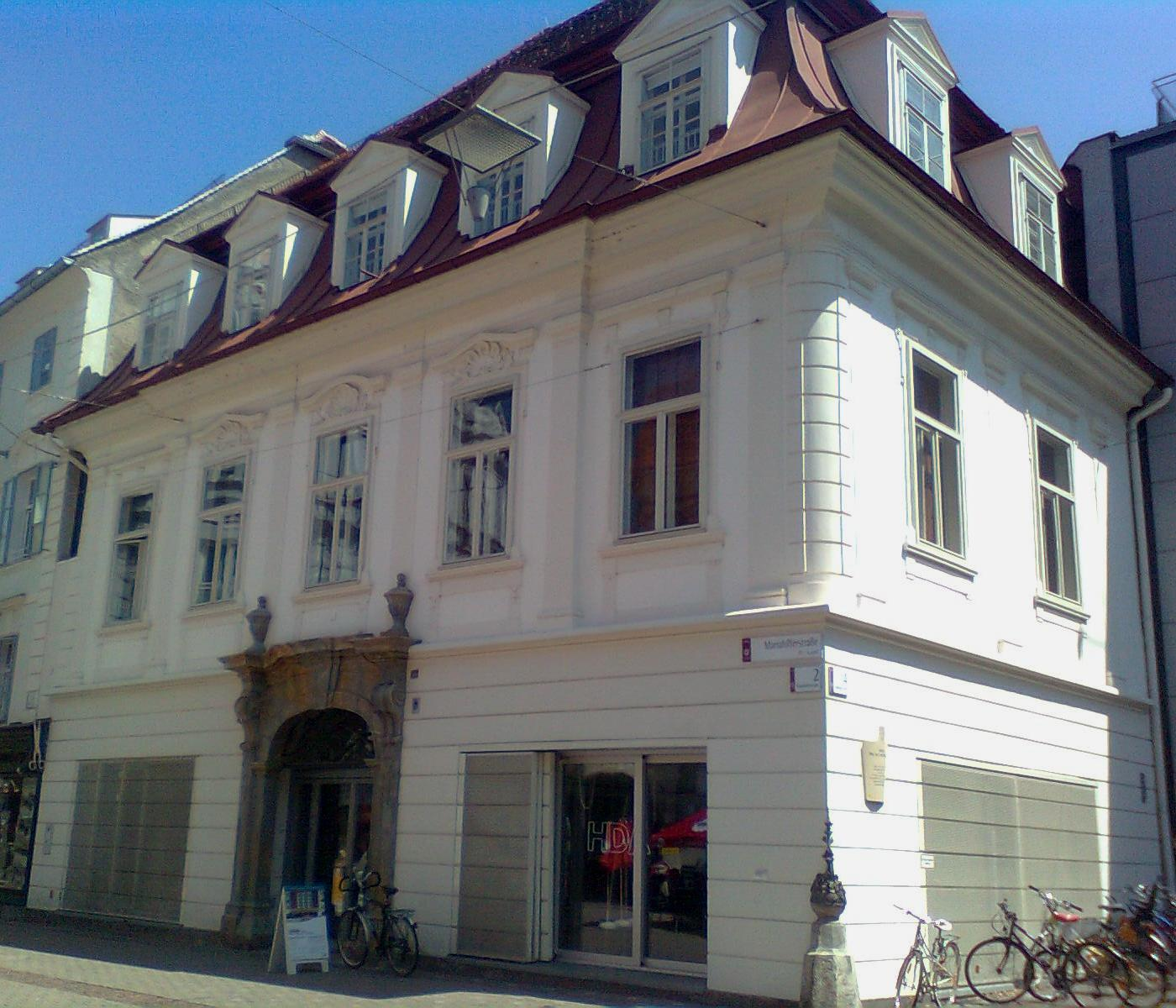
Palais Thinnfeld

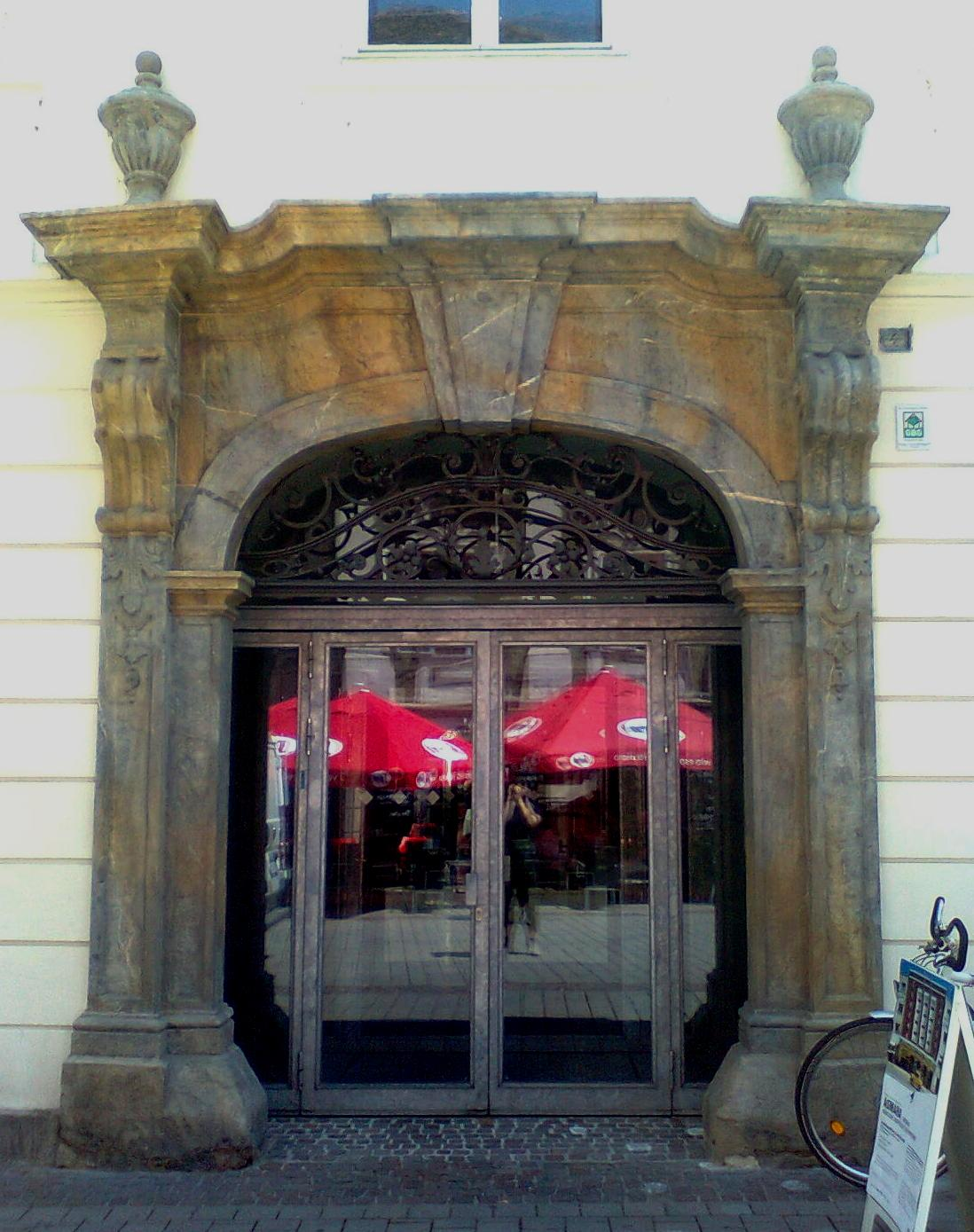
Portal

Das Palais Thinnfeld (auch Thienfeld oder Thinfeld) ist ein ehemaliges Grazer Stadtpalais an der Ecke Mariahilferstraße  und Südtiroler Platz im vierten Stadtbezirk Lend. Es ist direkt an das Grazer Kunsthaus angeschlossen.

## Geschichte
An der Stelle des heutigen Palais befanden sich zwei Häuser, die in bürgerlichem Besitz waren und als höchst besteuerte Häuser der alten Murvorstadt galten. Johann Adam Thien, ein Eisenhändler, ließ im Jahr 1701 zwei murseitige Flügel errichten. Um 1740 wurde das Gebäude aufgestockt und erneuert. Unter Balthasar Thi(e)n(n) von Thinnfeld, Adam Thiens Sohn, wurde das alte Gebäude abgebrochen und an dessen Stelle nach den Plänen des Architekten Anton Erhard Martinelli der neue Haupttrakt errichtet. Die bauliche Ausführung des 1742 fertiggestellten Palais übernahm der Baumeister Johann Georg Stengg. 1820 ging das Palais Thinnfeld in den Besitz des Meisters Purgleitner, eines Lederfabrikanten, über. 

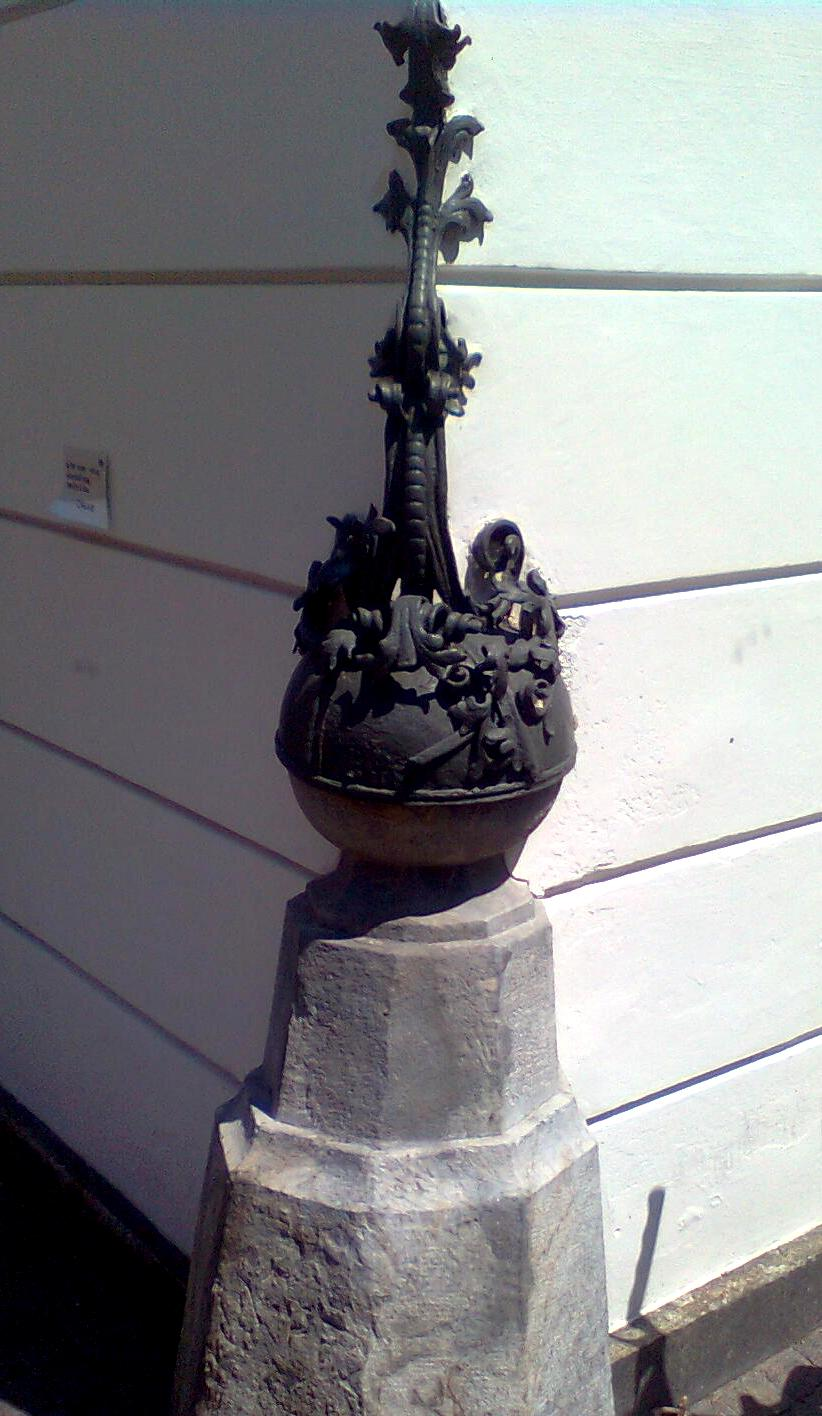
Prellstein

Nach 1838 war das Gebäude unter anderem Eigentum des Grazer Augenarztes Johann Evangelist Stiger und anderer bürgerlicher Besitzer. Von 1848 bis 1850 erfolgte der Anbau des Eisernen Hauses. Nach 1910 erwarb die Firma Lechner das Palais und nutzte die Räumlichkeiten ab 1955 als Warenhaus. Das Eiserne Haus wurde am Beginn des 21. Jahrhunderts in das Kunsthaus Graz umgebaut. Die Stadt Graz erwarb das Palais Thinnfeld, ließ es 2007 renovieren und nutzt seitdem die Räume als Büro- und Ausstellungsflächen.

## Architektur und Gestaltung
Der spätbarocke Bau besitzt zwei Geschoße und hat ein Mansardenwalmdach, aus dem sieben Dachhäuschen mit Dreiecksgiebeln vorspringen. Das Korbbogen-Steinportal ist mit einem schmiedeeisernen Oberlichtgitter, das Rankenmotive aufweist, und zwei Steinvasen versehen. Die Einfahrt besitzt ein Platzlgewölbe mit seitlichen Jochen. Das Obergeschoß des Palais Thinnfeld ist mit vier Stuckplafonds im Bandel-, Laub- und Gitterwerkstil und mit Reliefen von Stadtansichten geschmückt, die aus der Bauzeit stammen und von verschiedenen Künstlern geschaffen wurden. Der Kachelofen im Ecksaal stammt vom Hafner Emeran Grueber und wurde vom Architekten des Palais, Anton Martinelli, entworfen. Fast alle Räume sind mit Holzvertäfelungen ausgestattet, die von Johann Michael Weindl gefertigt wurden. An der Hausecke befindet sich ein Prellstein mit Schmiedeeisenhelm.